# R.E.M. Live
R.E.M. Live es un álbum en vivo de R.E.M., grabado en el Point Theatre en Dublín en febrero de 2005, durante la gira europea de Around The World Tour, promocionando el álbum de estudio número 14 del grupo lanzado en 2004. Fue lanzado el 15 de octubre de 2007 en el Reino Unido, y un día después en Estados Unidos, como un álbum doble, uno de audio y un DVD.
R.E.M. Live contiene una versión inédita de "I Took Your Name" del disco Monster, y "Ascent of Man" de Around the Sun, como también la hasta ese entonces no editada "I'm Gonna DJ", que incluyeron luego en Accelerate.

## Lista de canciones
1. "I Took Your Name" - 4:10
2. "So Fast, So Numb" - 4:41
3. "Boy in the Well" - 5:17
4. "Cuyahoga" - 4:26
5. "Everybody Hurts" - 6:51
6. "Electron Blue" - 4:15
7. "Bad Day" - 4:27
8. "Ascent of Man" - 4:13
9. "The Great Beyond" - 4:50
10. "Leaving New York" - 4:50
11. "Orange Crush" - 4:30
12. "I Wanted to Be Wrong" - 5:03
13. "Final Straw" - 4:54
14. "Imitation of Life" - 3:54
15. "The One I Love" - 3:31
16. "Walk Unafraid" - 5:04
17. "Losing My Religion" - 4:54
18. "What's the Frequency, Kenneth?" - 4:07
19. "Drive" - 5:42
20. "(Don't Go Back To) Rockville" - 4:40
21. "I'm Gonna DJ" - 2:30
22. "Man on the Moon" - 6:47

## Miembros

### R.E.M.
- Michael Stipe - Voz
- Peter Buck - Guitarra
- Mike Mills - Bajo, voces, voz en "(Don't Go Back To) Rockville".

### Músicos adicionales
- Scott McCaughey - Guitarra, teclados
- Bill Rieflin - Batería
- Daniel Ryan de The Thrills - Guitarra y voz en "(Don't Go Back To) Rockville".
- Ken Stringfellow - Teclados